# Pasiphila cotinaea
Pasiphila cotinaea är en fjärilsart som först beskrevs av Edward Meyrick 1913a.  Pasiphila cotinaea ingår i släktet Pasiphila och familjen mätare. Inga underarter finns listade i Catalogue of Life.